# Kunsthalle Wien
Kunsthalle Wien je výstavní síň současného umění ve Vídni, zaměřená jak na rakouské, tak i mezinárodní umění. Otevřena byla v roce 1992 na Karlově náměstí a původně měla tvar kontejneru. V roce 2013 zde byla místo původního kontejneru postavena skleněná budova. V květnu 2001 byla zpřístupněna druhá lokace síně, a to v areálu MuseumsQuartier v budově architektonického dua Ortner & Ortner (Laurids a Manfred Ortnerovi).